# برانیسواف مالینوفسکی (دونده)
برانیسواف مالینوفسکی (لهستانی: Bronisław Malinowski; ۴ ژوئن ۱۹۵۱ – ۲۷ سپتامبر ۱۹۸۱) دونده دو نیمه‌استقامت اهل لهستان بود.
وی در مسابقات کشوری و بین‌المللی در مجموع برندهٔ ۳ مدال طلا شده‌است.